# CSM București (herrehåndbold)
 For alternative betydninger, se CSM București. (Se også artikler, som begynder med CSM București)
Clubul Sportiv Muncipal București er en rumænsk herrehåndboldklub fra Bukarest, Rumænien. Klubben blev etableret i 2007 og ledes af præsidenten Gabriella Szabo. Hjemmekampene bliver spillet i Sala Polivalentă. Holdet spiller pr. 2019, i Liga Națională.